# Suore eucaristiche di San Vincenzo Pallotti
Le Suore eucaristiche di San Vincenzo Pallotti sono un istituto religioso femminile di diritto pontificio.

## Storia
La congregazione fu fondata da Anna Sardiello: già suora della congregazione delle pallottine, fu nominata superiora generale dell'istituto da un visitatore apostolico delegato dalla Sacra Congregazione dei Religiosi e, in tal veste, accettò la donazione di una vasta proprietà a San Prisco a patto che vi venisse trasferito il noviziato delle sore pallottine.
Quando i lavori di adeguamento degli edifici di San Prisco erano già in stato avanzato, il consiglio generale delle pallottine le ingiunse di rinunciare alla donazione: la Sardiello si dimise allora dalla carica di superiora generale e lasciò la congregazione insieme ad alcune consorelle disposte a seguirla per dare inizio, nel 1948, a una nuova famiglia religiosa dedicata all'Eucaristia nello spirito di san Vincenzo Pallotti che ne aveva raccomandato la devozione.
L'istituto ricevette il pontificio decreto di lode nel 1973.

## Attività e diffusione
Le suore si dedicano all'istruzione e all'educazione cristiana della gioventù, all'assistenza agli anziani, al servizio in collegi ecclesiastici e seminari, all'apostolato del culto eucaristico.
Oltre che in Italia, sono presenti in Perù; la sede generalizia è a San Prisco.
Alla fine del 2015 l'istituto contava 48 religiose in 10 case.